# Ela da Nortúmbria
Aelle (Ælla ou Ælle; fl. 866 – 21 de março de 867) foi rei da Nortúmbria em meados do século IX. Reinando de 866 até sua morte em 867. Pouco se sabe sobre ele e sobre seu curto reinado.

## Biografia
Ælla tornou-se rei depois que Osberht (Osbryht) foi deposto. O início de seu reinado é tradicionalmente datado de 862 ou 863, mas as evidências sobre a cronologia real da Nortúmbria não são confiáveis antes de 867. Seu reinado pode ter começado em 866. Quase nada se sabe do reinado de Ælla; Simeão de Durham afirma que Ælla havia conquistado terras em Billingham, Ileclif, Wigeclif e Crece, que pertenciam à igreja.Enquanto Ælla é descrito na maioria das fontes como um tirano e um rei ilegítimo, uma fonte afirma que ele era irmão de Osberht. O Grande Exército Pagão, composto principalmente por vikings dinamarqueses, noruegueses e frísios, desembarcou na Nortúmbria em meados de 866 e capturou York em 21 de novembro.Os eventos subsequentes são descritos por historiadores como Simeão de Durham, Asser e Æthelweard em relatos que variam apenas em detalhes. De acordo com a Historia Regum Anglorum, após a invasão dos dinamarqueses, a "dissidência" anterior entre Osberht e Ælla "foi aplacada pelo conselho divino" e outros nobres da Nortúmbria. Osberht e Ælla "tendo unido suas forças e formado um exército, chegaram à cidade de York" em 21 de março de 867. A maioria dos "navios" (Vikings) deu a impressão de fugir dos Northumbrians que se aproximavam. "Os cristãos, percebendo sua fuga e terror", atacaram, mas descobriram que os vikings "eram o partido mais forte". Cercados, os nortumbrianos "lutaram de cada lado com muita ferocidade" até que Osberht e Ælla foram mortos. Os sobreviventes da Nortúmbria "fizeram as pazes com os dinamarqueses".Depois disso, os vikings nomearam um rei fantoche da Nortúmbria, chamado Ecgberht. A Crônica Anglo-Saxônica não nomeia os líderes vikings, mas afirma que "Hingwar e Hubba" (provavelmente Ivar e Ubba) mais tarde mataram o rei Edmund de East Anglia. Ubba também foi nomeado líder do exército na Nortúmbria pelo Abão de Fleury e pela Historia de Sancto Cuthberto. Simeão de Durham lista os líderes do exército viking como "Halfdene [Halfdann], Inguar [Ingvar], Hubba, Beicsecg, Guthrun, Oscytell [Ketill], Amund, Sidroc e outro duque de mesmo nome, Osbern, Frana e Harold. "
No final do ano de 866 um grande exército dinamarquês marchou contra a Nortúmbria, conquistando Iorque em 21 de novembro. De acordo com Historia Regum Anglorum de Simeão de Durham, Aella morreu em 21 de março de 867 na batalha contra os viquingues que colocaram no trono Egberto da Nortúmbria.
Segundo algumas fontes, ele conseguiu, durante seu curto reinado, capturar e executar o chefe viquingue Ragnar Calças Peludas, mas isso é improvável.
Aella, Rei da Nortúmbria, tem um importante papel coadjuvante em The Man of Law's Tale, de Geoffrey Chaucer. Ælla foi interpretada por Frank Thring no filme The Vikings (1958) como o principal antagonista. Um personagem amplamente baseado em Ælla é interpretado por Ivan Kaye na série de drama Vikings (2013) do History Channel. O show não dá nenhuma indicação de que este Ælla havia usurpado seu trono, e é mostrado que ele reinou na Nortúmbria por mais de 15 anos. O show retrata Ælla como sendo executado por uma águia de sangue após uma batalha que se diz estar "perto de York". O show também deu a Ælla uma filha, Judith, que assume o papel histórico de Osburh, como a mãe de Alfredo, o Grande. O nome do personagem parece tirado de Judith of Flanders, madrasta de Alfred, mas não compartilha muito mais.Em The Last Kingdom, um romance histórico de Bernard Cornwell, Ælla aparece muito brevemente como um personagem menor no início do livro. Ele, junto com Osberht e Uhtred, um fictício ealdorman da Bernícia, liderou um exército da Nortúmbria para repelir os invasores dinamarqueses em York. A batalha termina desastrosamente para os nortumbrianos quando o exército nórdico finge uma retirada e Ælla morre no campo.